# San Pedro Ixhuatepec
San Pedro Ixhuatepec är en ort i Mexiko.   Den ligger i kommunen Atzitzihuacán och delstaten Puebla, i den sydöstra delen av landet, 90 km sydost om huvudstaden Mexico City. San Pedro Ixhuatepec ligger 1 975 meter över havet och antalet invånare är 696.
Terrängen runt San Pedro Ixhuatepec är huvudsakligen kuperad, men den allra närmaste omgivningen är platt. Runt San Pedro Ixhuatepec är det ganska glesbefolkat, med 34 invånare per kvadratkilometer. Närmaste större samhälle är San Juan Amecac, 5,0 km nordväst om San Pedro Ixhuatepec. I omgivningarna runt San Pedro Ixhuatepec växer huvudsakligen savannskog.